# Zima 1929 v Evropě
Zima v letech 1928/1929 byla v Evropě nejstudenější zimou 20. století, kdy nad kontinent pronikl mrazivý vzduch ze Sibiře. Po vcelku mírném prosinci 1928 nastalo po Novém roce extrémní ochlazení, které vydrželo až do konce března: 62 dní po sobě nevystoupila teplota nad bod mrazu. Ve Stecherově mlýně u Litvínovic byla 11. února naměřena dosud nejnižší oficiálně potvrzená teplota na území České republiky: −42,2 °C. V roce 1929 zamrzlo Baltské moře i kanály v Benátkách. V Československu zamrzala (pod -18 °C) ložiska lokomotiv dopravujících uhlí k vytápění. Zima způsobila mnoho požárů způsobených intenzivním topením i zamrznutím vody v hasičských stříkačkách, zničena byla většina ovocných stromů, významně také poklesly stavy divoké zvěře. Dalším problémem byly velké přívaly sněhu (v centru Prahy 120 cm, na horách přes čtyři metry), pod jeho vahou se prolomila mj. 25. února střecha Maroldova panoramatu. Byl velký nedostatek uhlí, železniční doprava byla paralyzována, takže byla ve druhé polovině měsíce února zrušena školní výuka.
Zima 1928/1929 byla mimořádně chladná (5,3 °C pod mnohaletým normálem) – podle měření v Klementinu se tříměsíční zimní období 1928/29 (prosinec až únor) dostalo na třetí místo v pořadí za ještě studenější případy na přelomu let 1829/30 a 1798/99, samotný únor 1929 se stal s průměrnou teplotou −11,0 °C nejstudenějším měsícem století. Tato mimořádně studená zima následovala po sérii teplých zim a ani zimy bezprostředně následující se jí vůbec nepřiblížily. V únoru 1929 se navíc udržovala extrémně vysoká sněhová pokrývka – v centru Prahy leželo skoro deset týdnů kolem 30 cm sněhu, v Klementinu naměřili největší výšku 45 cm 26. února 1929, což je od té doby rovněž rekord. Tento průběh zimy měl i značné důsledky – půda místy promrzla až do hloubky jednoho metru, v roce 1929 odumřelo asi 50 % všech ovocných stromů, rovněž tak přezimující polní kultury byly značně zdecimovány, ze sypkého sněhu se snadno tvořily vysoké závěje, což způsobovalo opakované dopravní kalamity.